# 東郷村 (熊本県)
東郷村（とうごうむら）は、熊本県の北部、玉名郡にかつてあった村。

## 歴史
- 1889年4月1日 - 玉名郡志口永村、高野村、下津原村、焼米村、大屋村、米渡尾村、久米野村、岩尻村、榎原村が合併し成立。
- 1954年4月1日 - 玉名郡江田町、花簇村、川沿村と合併し、菊水町となる。